# Federación Obrera de Chile
La Federación Obrera de Chile (FOCH) fue una central sindical, que existió entre 1909 y 1936. Fundada originalmente como la Gran Federación Obrera de Chile, cambió su nombre en 1919. A partir de entonces se planteó como una central sindical, cumpliendo un papel similar a la desaparecida Federación de Trabajadores de Chile (FTCH 1906-1907), de tendencia socialista y anarquista. Ambas no contemplaban una unidad orgánica que permitieran una confluencia amplia de corrientes ideológicas.

## Gran Federación Obrera de Chile (1909-1919)
Art. 2 tienen derecho a ingresar a ella los operarios, Jefes de Talleres, Mayordomos y demás personas de las maestranzas del los Ferrocarriles del Estado.

Art. 3 podrán federarse los demás obreros y artesanos de las diversas artes mecánicas dependientes del Estado o de establecimientos particulares o que ejerzan libre o independientemente su oficio.

Art. 3 letra b tratar de intervenir amistosamente en los desacuerdos que se produzcan entre obreros y patrones, siempre que la causa sea justificada.
Estatutos de la Gran Federación Obrero (citado por Ponce 1986, pag 47)

Sus orígenes están en la campaña de recolección de firmas de los trabajadores ferroviario para demandar ante los tribunales de justicia a la Empresa de los Ferrocarriles del Estado (EFE). Esto se debió a que en 1908 la dirección de la EFE descontó el 10 % de los salarios para paliar el déficit de sus balances. Con la ayuda de Pablo Marín Pinuer, abogado conservador, los ferroviarios organizan el 18 de septiembre de 1909 la Gran Federación Obrera de Chile. Pinuer encabeza la defensa legal obteniendo la devolución del 10 % en 1919 por sentencia judicial. Pinuer dona 10 mil pesos oro de los 300 mil que le correspondía como honorarios. Obtiene también para la FOCH la personalidad jurídica (Decreto N.º 2.622 del Ministerio del Interior) el 11 de septiembre de 1912.
Inicialmente la FOCH está encabezada por Emilio Cambie (Presidente entre 1909-1914). Las demandas iniciales son previsión social, educación, trabajo. La FOCH se ofrece para intervenir amistosamente en los conflictos entre patrones y obreros. Hasta la II Convención de septiembre de 1917 funcionaba como sociedad de socorros mutuos. En este punto la FOCH no se distinguían de organizaciones anteriores como el Congreso Social Obrero, que agrupaba las sociedades mutuales (1900). En II Convención Federal los delegados adscritos al Partido Obrero Socialista, liderados por Luis Emilio Recabarren, la convierten en una federación sindical nacional, al abrirse la afiliación  a todos los obreros en forma general sin exclusiones.

## FOCH (1919-1936)
Defender la vida, la salud y los intereses morales y materiales de toda la clase trabajadora de ambos sexos.
 Defender a los trabajadores de ambos sexos de la explotación patronal y comercial, de los abusos de jefes y autoridades y de toda forma de explotación y opresión...

Abolido el sistema capitalista, será reemplazado por la Federación Obrera, que se hará cargo de la administración de la producción industrial y de sus consecuencias...

Por lo tanto, la Federación Obrera de Chile, levanta su bandera, inspirada en estas dos profundas sanciones internacionales: la unión hace la fuerza, y la emancipación de la clase trabajadora debe ser obra de los trabajadores mismos.
Declaración de Principios de la FOCH (1921) (citado por Ortiz Letelier (2002) pag, 187)

En la III Convención de septiembre de 1919, realizada en Concepción, significa cambios importantes y radicales. Se acorta el nombre a Federación Obrera de Chile y se adopta la bandera roja como emblema de la FOCH y se adopta una nueva declaración de principios.
La FOCH participa en la creación de Asamblea Obrera de Alimentación Nacional y en la organización de los mítines del hambre del 22 de noviembre de 1918, del 7 de febrero y del 29 de agosto de 1919. Posteriormente la FOCH convoca a una huelga general entre el 3 y 6 de septiembre en apoyo de los obreros cerveceros y con las demandas de los mítines del hambre. A esta huelga se suman la AOAN y la FECH. Al final del conflicto el gobierno establece las Juntas de Arbitraje y Conciliación y los obreros retornan a sus labores.
Apoya la huelga en Curanilahue de 1916, la huelga nacional portuaria de 1917 y la huelga de las minas de carbón de Lota (la llamada huelga larga) de 1920.
Entre 1920 y 1921 se plantea la proposición de constituir un partido laborista en base al POS y el Partido Demócrata teniendo su base social y sindical en la FOCH. Sin embargo dicha decisión es pospuesta en la III Convención a la próxima reunión (1921) donde es desechada la idea.
En diciembre de 1921, durante su IV Convención se afilia a la Internacional Sindical Roja. También se acuerda una reorganización estructural. Los Consejos Federales son reemplazados por consejos según actividad: Consejo Industriales de Alimentación, de Minas, de Transportes, de Construcción, Consejos de Servicios Públicos y Consejo de Manufacturas. Manteniéndose las juntas provinciales o departamentales y la Junta Ejecutiva Federal junto con su Directorio. Posteriormente los mismos delegados participan en IV Congreso Nacional (enero de 1922) del POS que decide adherirse a la Internacional Comunista y transformarse el Partido Comunista de Chile (PCCh)
En forma paralela, y compitiendo en influencia entre los trabajadores, surgió la sección chilena de la IWW, en 1919, y la Federación Obrera Regional de Chile (FORCH) en 1926.
En junio de 1925 como resultado de la matanza de la Oficina de La Coruña, se inicia la persecución del movimiento obrero. LA FOCH, junta todas las organizaciones obreras, es ilegalizada ipso facto en febrero de 1927 por el cierre de locales, clausura de periódicos y detención de dirigentes. La ilegalización del PCCh, también afecta la central sindical a raíz de la doble función de militantes de dicho partido y dirigentes de la FOCH. Después de la caída de Ibáñez (1932) no logra reponerse y tiene que enfrentar la competencia de otras centrales y federaciones sindicales como la Unión de Empleados de Chile (UECH, 1924), la Confederación General de Trabajadores (1931, anarcosindicalista) y la Confederación Nacional de Sindicatos (1934, socialista). Finalmente la FOCH se disuelve el 27 de diciembre de 1936 al formarse la Confederación de Trabajadores de Chile (CTCH) a la cual se afilian sus sindicatos y federaciones.
Durante su existencia la FOCH realizó las siguientes Convenciones:
- I Convención, 30 al 31 de diciembre de 1911 en Santiago
- II Convención, 17 al 18 de septiembre de 1917 en Valparaíso
- III Convención, 25 al 31 de diciembre de 1919 en Concepción
- Convención Extraordinaria, 5 al 7 de diciembre de 1920 en Santiago
- IV Convención, 24 al 31 de diciembre de 1921 en Rancagua
- V Convención, 25 al 30 de diciembre de 1923 en Chillán
- VI Convención, 25 al 30 de diciembre de 1925 en Santiago
- VII Convención, 20 de septiembre de 1931 en Valparaíso